# Yaiza

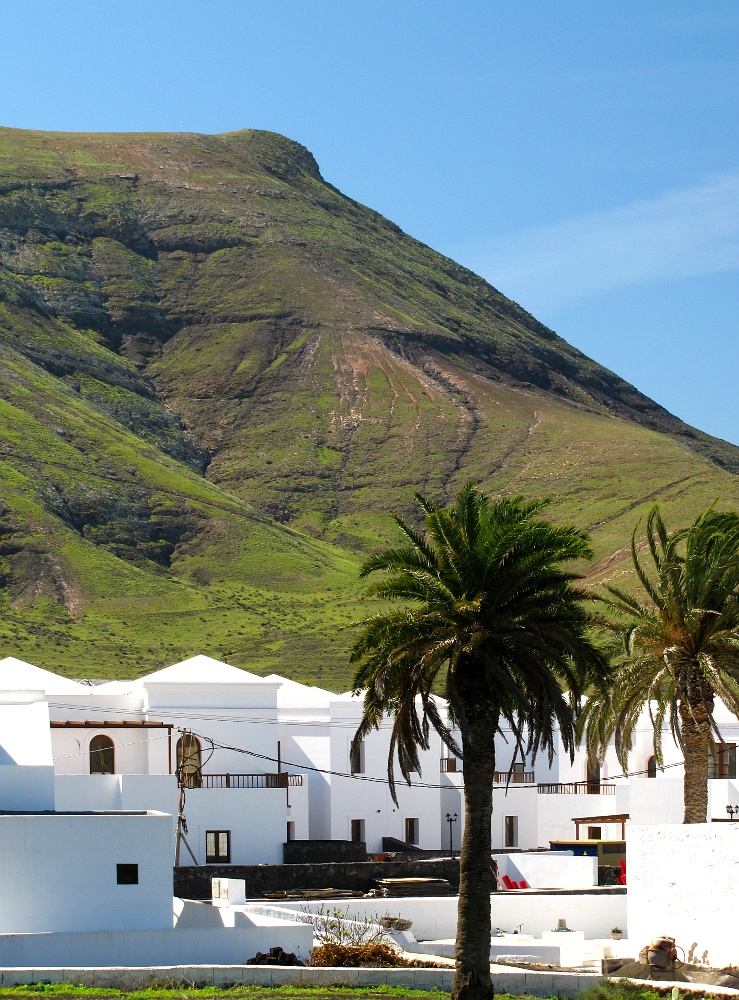
Białe domki w miejscowości Yaiza

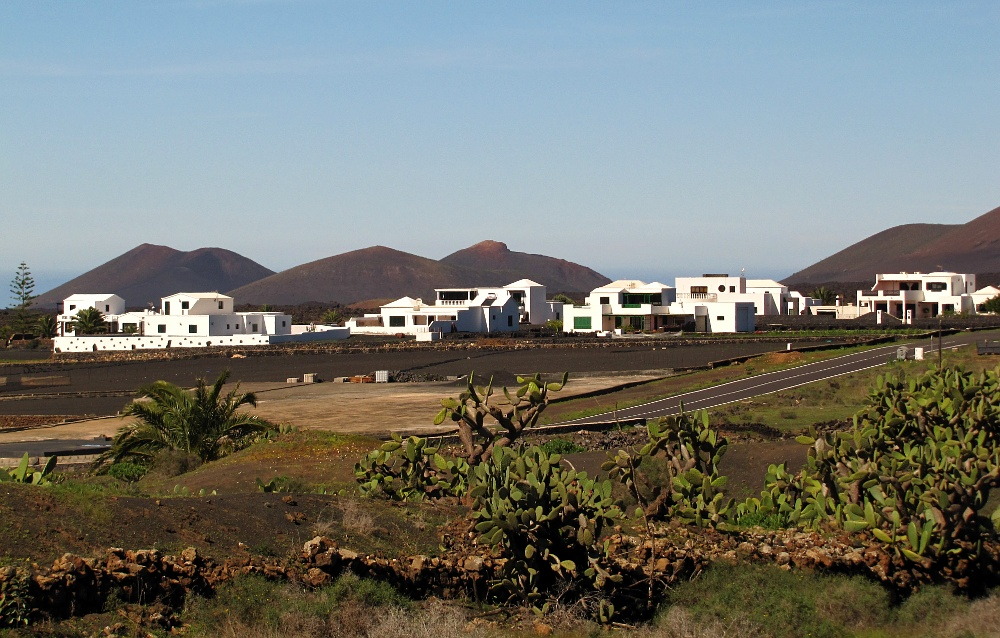
Widok na Yaizę (miejscowość)

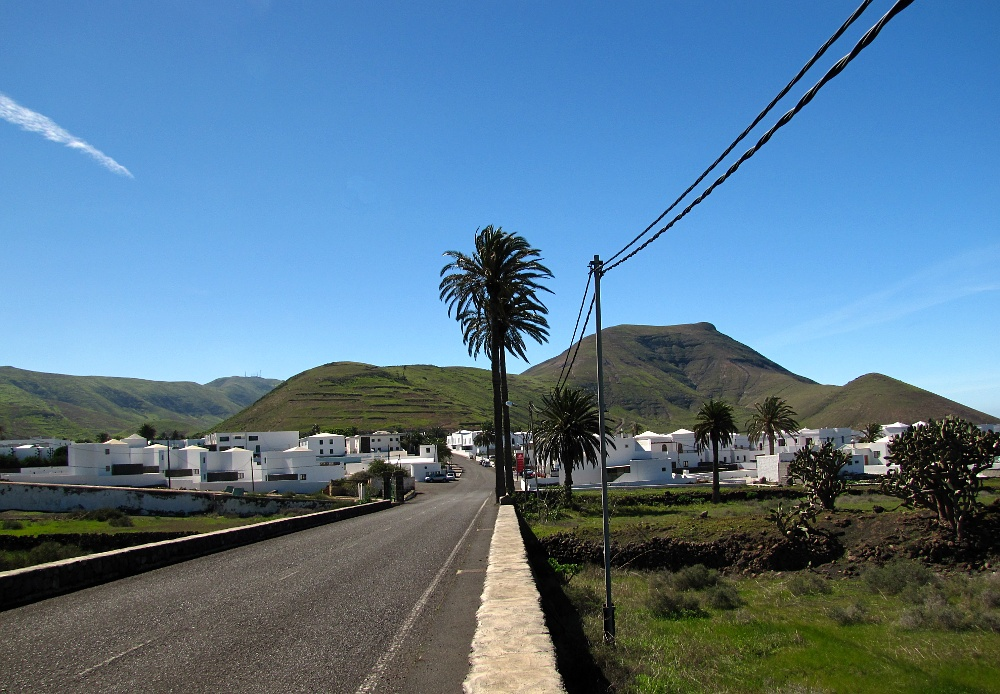
Yaiza (miejscowość)

Yaiza – gmina w Hiszpanii, w prowincji Las Palmas, we wspólnocie autonomicznej Wysp Kanaryjskich, o powierzchni 211,84 km². W 2011 roku gmina liczyła 15 131 mieszkańców. 